# 三六九棋 (香港)
三六九棋（3-6-9），發明者不明，但已知在1960年代已於香港流行。

## 棋具
- 紙筆，或以九路圍棋棋盤及棋子代替。

## 規則
- 在紙上畫上9×9共81個方格。
- 二人輪流在空白格子上畫上交叉。
  - 如畫上交叉後，從而出現有正好特定數量的連續交叉在同一橫或縱線上(部分玩法斜線也算得分)，該玩家立即得分。
  - 得分後可繼續畫多一次交叉，直到沒有得分才到下一位。
    - 每三個交叉，得三分。若四、五個，不作此論。
    - 每六個交叉，得六分。若七、八個，不作此論。
    - 每九個交叉，得九分。
- 當所有方格被填滿，遊戲結束，多分者勝。[2]

## 變體
- 有些玩法並不計算連續交叉在同一斜線上的分數。

## 外部連結
- 遊戲介紹（页面存档备份，存于）
- 線上遊戲（页面存档备份，存于）
- 遊戲下載
- 實戰棋譜（页面存档备份，存于）